# Adoptie in Vlaanderen
Adoptie in Vlaanderen als wettelijke vorm voor het aannemen van een kind bestaat in België al sinds 1804. De wet uit 1804 voorzag alleen in adoptie van volwassenen. Sinds 1940 is het mogelijk kinderen te adopteren. Tot de jaren 70 kwamen geadopteerden vrijwel uitsluitend uit België; tegenwoordig komt ongeveer twee derde van hen uit het buitenland. (Interlandelijke) adoptie kent vele juridische procedures. In Vlaanderen moeten de aspirant adoptieouders verplicht een voorbereidingsprogramma volgen en schrijft een door de jeugdrechter aangewezen dienst voor maatschappelijk onderzoek interlandelijke adoptie over hen een verslag, dat de basis vormt voor een eventueel geschiktheidsvonnis van de jeugdrechter.

## Geschiedenis

### Belgische wet (1940-1989)
De liberale minister van justitie Paul Hymans nam in 1928 het initiatief om de oorspronkelijke adoptiewet uit 1804, die zijn oorsprong had in de Code Napoléon, te hervormen. Hij baseerde zich op de Franse adoptiewetgeving die in 1923 was ingevoerd. Na een aantal amendementen werd de wet aangenomen in 1940. De belangrijkste aanleiding voor de wetswijziging was dat het mogelijk moest worden voor ouders om onwettige kinderen formeel in hun gezin op te kunnen nemen. Verder hadden weeskinderen en verlaten kinderen een veilige plaats nodig om op te groeien. In 1951 wordt de wet aangepast. In 2005 ratificeerde België het Haags Adoptieverdrag, waarbij de wet weer werd herzien. In 2006 werd adoptie door homokoppels wettelijk mogelijk in België.

### Gemeenschappen bevoegd (1989-heden)
Sedert de Derde Staatshervorming werden in België de gemeenschappen bevoegd voor adoptie. In de praktijk zijn dat dus de Vlaamse, Franse en Duitstalige Gemeenschap. Wie in Brussel woont, kan kiezen tussen de Vlaamse en de Franse gemeenschap. Tegelijk werden vier autoriteiten aangesteld voor toezicht: de federale autoriteit, de Vlaamse autoriteit (VCA), de autoriteit van de Franstalige gemeenschap en die van de Duitstalige gemeenschap, elk met hun eigen bevoegdheden. In Vlaanderen wordt de VCA sedert 2013 bijgestaan door een Raadgevend Comité. 

## Cijfers
Tussen 1940-1950 worden in totaal 229 kinderen geadopteerd in België en in de periode 1945-1950 gemiddeld 803 kinderen per jaar. In de periode 2005-2008 steeg het aantal adopties van 247 naar 831. Ongeveer twee derde van de geadopteerden kwam uit het buitenland. In Vlaanderen waren er in 2007 en 2008 respectievelijk 208 en 239 adopties via een erkende adoptiedienst. In 2008 kwam 12% uit België, 41% uit Ethiopië en 24% uit Kazachstan.

## Procedure

### Buitenlandse adoptie
De procedure in Vlaanderen begint met een voorbereidingsprogramma van 20 uur, dat vooral ingaat op pedagogische en psychologische aspecten bij de opvoeding van een adoptiekind. Ook informatie over de procedure, de juridische aspecten van adoptie en de mogelijke nazorg wordt verstrekt. Daarna moeten mensen die voornemens zijn een kind te adopteren zich wenden tot de jeugdrechter in hun arrondissement met een verzoekschrift vrijwillige verschijning. Er volgt dan soms een openingszitting die wordt gevolgd door een tussenvonnis van de rechter waarin hij een maatschappelijk onderzoek beveelt bij een dienst voor maatschappelijk onderzoek, aangeduid door de Vlaamse Centrale Autoriteit. Deze dienst organiseert een aantal gesprekken met een maatschappelijk assistent en een psycholoog en brengt daarover een verslag uit aan de jeugdrechter. Op basis van dit verslag en een politieonderzoek velt de rechter een geschiktheidsvonnis. Bij een toestemming kunnen de wensouders besluiten tot een zelfstandige adoptie of zich wenden tot een van de erkende adoptiediensten: Flanders Intercountry Adoption Care (FIAC), Het Kleine Mirakel en Ray of Hope. De duur van de procedure van aanmelding tot aankomst is anderhalf tot drie jaar.

### Binnenlandse adoptie
De procedure binnenlandse adoptie lijkt op die voor buitenlandse adoptie. De eerste stap is aanmelding bij het Vlaams Centrum voor Adoptie (de vroegere Vlaamse Centrale Autoriteit) van Kind en Gezin. De precieze organisatie hangt af van het aantal beschikbare adoptabele kinderen. In Vlaanderen worden gemiddeld 20 à 30 kinderen per jaar afgestaan voor adoptie. De plaatsingen worden gedaan door de VZW Adoptiehuis.